# Шебойган (округ, Мичиган)

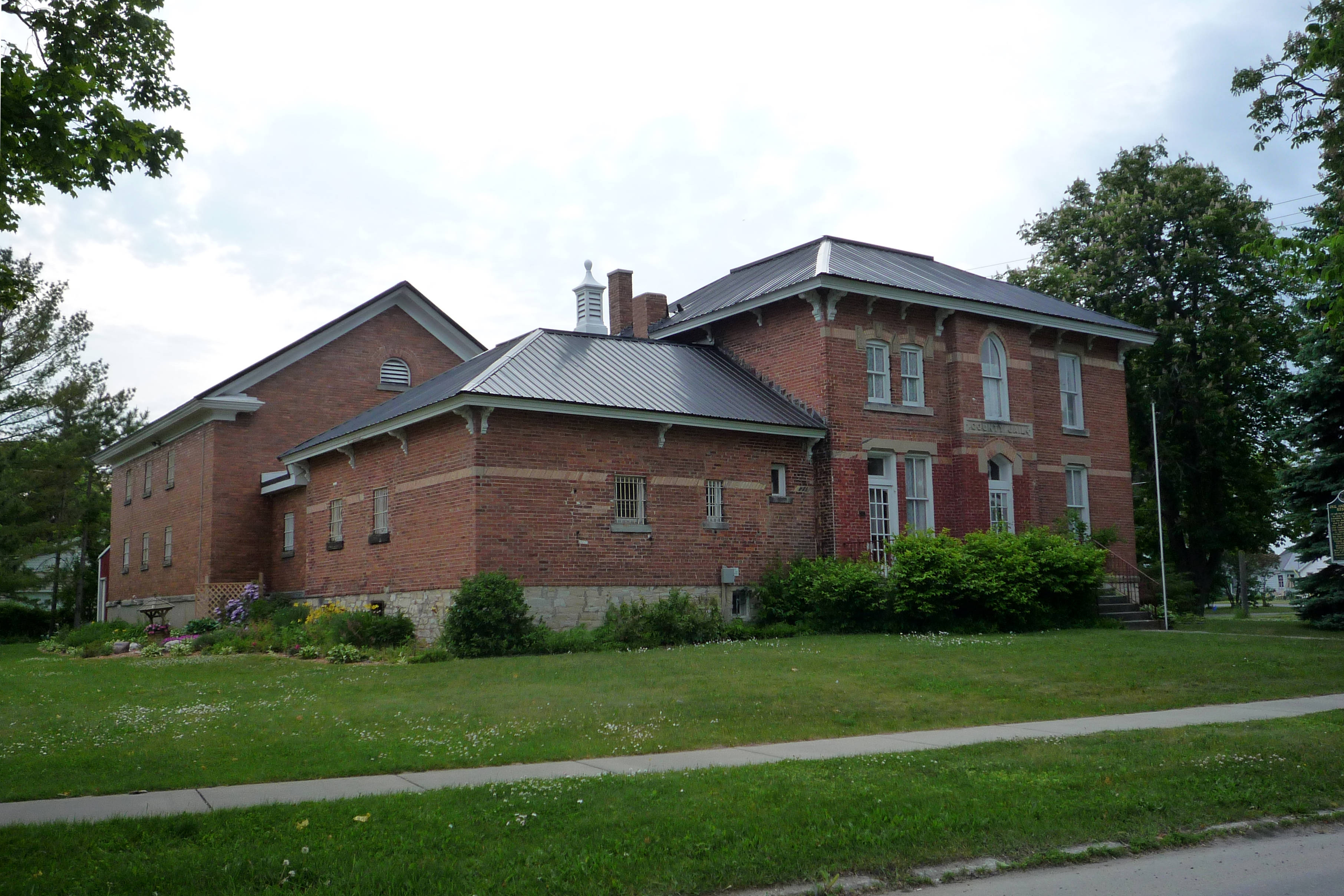
Исторический музейный комплекс округа Шебойган

Шебо́йган (англ. Cheboygan County) — округ в штате Мичиган, США. Официально образован в 1840 году. По состоянию на 2010 год, численность населения составляла 26 512 человек.

## География
По данным Бюро переписи США, общая площадь округа равняется 2 292,152 км2, из которых 1 851,852 км2 суша и 440,300 км2 или 19,000 % это водоёмы.

## Население
По данным переписи населения 2000 года в округе проживает 26 448 жителей в составе 10 835 домашних хозяйств и 7 573 семей. Плотность населения составляет 14,00 человек на км2. На территории округа насчитывается 16 583 жилых строений, при плотности застройки около 9,00-ти строений на км2. Расовый состав населения: белые — 94,80 %, афроамериканцы — 0,25 %, коренные американцы (индейцы) — 2,55 %, азиаты — 0,20 %, гавайцы — 0,02 %, представители других рас — 0,15 %, представители двух или более рас — 2,05 %. Испаноязычные составляли 0,76 % населения независимо от расы.
В составе 28,60 % из общего числа домашних хозяйств проживают дети в возрасте до 18 лет, 58,00 % домашних хозяйств представляют собой супружеские пары проживающие вместе, 8,60 % домашних хозяйств представляют собой одиноких женщин без супруга, 30,10 % домашних хозяйств не имеют отношения к семьям, 25,80 % домашних хозяйств состоят из одного человека, 11,80 % домашних хозяйств состоят из престарелых (65 лет и старше), проживающих в одиночестве. Средний размер домашнего хозяйства составляет 2,41 человека, и средний размер семьи 2,87 человека.
Возрастной состав округа: 23,70 % моложе 18 лет, 6,20 % от 18 до 24, 25,80 % от 25 до 44, 26,30 % от 45 до 64 и 26,30 % от 65 и старше. Средний возраст жителя округа 41 лет. На каждые 100 женщин приходится 98,30 мужчин. На каждые 100 женщин старше 18 лет приходится 96,50 мужчин.
Средний доход на домохозяйство в округе составлял 33 417 USD, на семью — 38 390 USD. Среднестатистический заработок мужчины был 30 054 USD против 20 682 USD для женщины. Доход на душу населения составлял 18 088 USD. Около 8,70 % семей и 12,20 % общего населения находились ниже черты бедности, в том числе — 17,90 % молодежи (тех, кому ещё не исполнилось 18 лет) и 7,10 % тех, кому было уже больше 65 лет.